# Führer
Pour l’article ayant un titre homophone, voir fureur.
Ne doit pas être confondu avec Reichsführer.

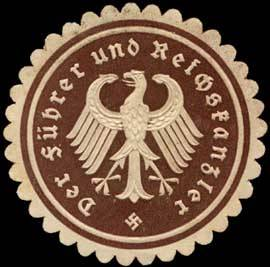
Cachet gravé de la légende Der Führer und Reichskanzler avec aigle impériale et croix gammée.

Führer est un substantif — dérivé du verbe allemand führen : conduire, diriger, guider — qui signifie « guide » (comme "duce" en italien). En allemand il a par ailleurs une connotation neutre, puisqu'il désigne couramment le guide touristique, alors que "chef" se dit, toujours en allemand, "Anführer". Le mot "Führer" est passé à la postérité au cours du XXe siècle pour avoir désigné la personne d'Adolf Hitler, chancelier puis dirigeant dictatorial du Troisième Reich de 1933 à 1945.
Il est ici traité essentiellement du contenu politique de ce terme en Allemagne à l'époque du Troisième Reich.

## Avant la prise de pouvoir
À l'origine, le Führer était le chef de file du groupe parlementaire du Parti national-socialiste des travailleurs allemands ou « parti nazi » (abrégé en allemand par NSDAP), le véritable directeur politique du parti et celui qui, en cas de victoire électorale, était le candidat naturel à la direction du nouveau gouvernement. Il ne s'agit pas nécessairement du président ou du secrétaire général du parti, qui sont des fonctions essentiellement administratives.
Le terme et la thématique du « guide » sont présents de longue date dans la mouvance völkisch (nationaliste et populiste) et surtout nazie. Le Führerprinzip est omniprésent dans l'argumentaire nazi dès les années 1920. Selon Adolf Hitler, le Führerprinzip a d'abord été le moyen de marquer concrètement et d'inscrire dans les statuts du parti son anti-parlementarisme virulent. Il a ensuite pour conséquence de placer la propagande au-dessus de l'administration et par-là d'imposer la prééminence de son directeur sur le parti.
Hitler est élu Führer du NSDAP dès sa création en 1921 au congrès de Salzbourg, après la fusion de plusieurs partis d'inspiration proche (nationalistes, racistes et populistes). Il en devient président quelques mois plus tard lors du renouvellement du comité directeur en se faisant attribuer les « pouvoirs dictatoriaux » pour la « direction administrative » du parti en sus de sa « direction politique », ce qui n'était pas spécialement dans la tradition allemande. Dans la pratique, la direction administrative est confiée à des « suppléants (Stellvertreter) auprès de la présidence du parti » : Rudolf Hess puis Martin Bormann.
En 1925, lors de la refondation légale du NSDAP après l'interdiction consécutive au putsch de la Brasserie, Hitler est réélu président du parti — les mandats sont annuels : le président est  renouvelé avec le comité directeur par l'assemblée générale annuelle — et Oberstführer (guide suprême) du NSDAP et de la SA (la milice du parti). Il est aussi le Führer de tout le mouvement national-socialiste, c'est-à-dire du parti dont il est déjà le président, des SA dont il est le commandant suprême, mais aussi de toutes les organisations rattachées au parti et autonomes administrativement (syndicats, mouvements de jeunes, des mères de famille et même des ligues féminines, etc.). Dans la pratique, il délègue à des lieutenants la direction de toutes ces organisations, se réservant la politique générale du mouvement.
Hitler devient l'objet d'un véritable culte de la personnalité dès les années 1925-1926. Il renforce son ascendant sur le parti grâce à ses premiers succès médiatiques puis électoraux. Ses collaborateurs s'adressent à lui en disant Mein Führer, c'est-à-dire « Mon guide » ou « Mon chef ». Dans sa monumentale biographie, l'historien Ian Kershaw cite ainsi Luise Solmitz, une institutrice de Hambourg qui assiste le 23 avril 1932 à un rassemblement électoral du NSDAP : 
« Personne ne disait « Hitler », mais toujours simplement « le Führer ». « Le Führer dit », « le Führer veut », et ce qu'il disait et voulait paraissait bel et bon. »
Une affiche politique lors de l’Anschluss en 1938 proclame ainsi « Ein Volk ein Reich ein Führer » (« Un peuple, un « empire », un guide »).

## Après 1933
Après le vote de la loi des pleins pouvoirs en 1933, la liquidation des partis politiques concurrents puis le vote de la loi garantissant l'unité du Parti et de l'État, Hitler, déjà chancelier du Reich (Reichskanzler) et Führer du parti, devient de facto la même année le Führer de l'État et du peuple allemand.
En tant que chancelier, chef d'un cabinet de concentration nationale où les nazis seront toujours minoritaires, il se fait néanmoins déléguer par le Reichstag des pouvoirs spéciaux renouvelables tous les quatre ans, et normalement à l'origine réservés au président du Reich, ce par la Constitution de 1919 qui reste toujours en vigueur.
Par la Gleichschaltung, il transforme le Reich, auparavant un État fédéral (la république de Weimar), en un État unitaire mais décentralisé, avec de larges pouvoirs pour le ministre-président (Ministerpräsident) de chaque Land. Les Gauleiter ne sont que les directeurs locaux du parti nazi, chargés de surveiller l'administration du Land, mais en pratique, ils sont toujours soit le Statthalter (le gouverneur), soit le ministre-président local.
À la fin de juin 1934, prétextant d’un risque de coup d'État, Hitler et ses principaux adjoints déclenchent une série d’une centaine d’assassinats qui élimine la plupart de ses rivaux dans le NSDAP ainsi que quelques adversaires politiques extérieurs au parti, comme l’ex-chancelier Kurt von Schleicher : c’est la nuit des Longs Couteaux, qui s'étend en fait sur plusieurs jours, du vendredi 29 juin au soir au lundi 2 juillet.
À la mort du président Hindenburg, début août 1934, Hitler assure les fonctions de chef de l'État après autorisation du Conseil des ministres, avec le titre de Führer du Reich en détournant un article de la Constitution de Weimar qui confie l'intérim présidentiel au chancelier après avoir refusé de se faire élire président du Reich « par déférence » envers Hindenburg. Après le plébiscite d'août 1934, qui recueille 89 % des voix, Hitler devient ainsi, en fait et en droit, le chef de l'Allemagne autant que le chef du gouvernement et garde son titre de Führer.
C'est le Führerstaat : Hitler concentre sur sa personne les fonctions toujours distinctes en théorie de chef du gouvernement, de chef de l'État, de chef du parti unique et de commandant en chef de l'armée. À ce titre, il obtient même que les militaires lui prêtent un serment personnel à la manière des empereurs romains dont il s'est d'ailleurs ouvertement inspiré : il était dans sa jeunesse un grand lecteur de l'historien Theodor Mommsen[réf. nécessaire].
En pratique cependant, il délègue ses pouvoirs dictatoriaux « souverains » — car ils ont été obtenus par délégation du peuple et de ses représentants : double suffrage direct et indirect — à des « commissaires » dans le cadre d'un département administratif, géographique ou d'une mission déterminée : c'est le Führerprinzip, système qui lui a été inspiré par son expérience militaire et la lecture du traité du constitutionnaliste Carl Schmitt sur la dictature (1922).
Les fonctions protocolaires et honorifiques du chef de l'État sont souvent dévolues à Hermann Göring, deuxième personnage de l'État en tant que président du Reichstag (et donc vice-président de la République), et à sa femme, Emma, « Première dame du Reich » (Hitler n'étant pas marié), et celles du chancelier à Joseph Goebbels, vice-chancelier à partir de 1934, et à son épouse, Magda.
Dictateur habile, Hitler s'arrange toujours pour qu'aucun de ses lieutenants ne soit en mesure de le supplanter sans s'associer avec d'autres chefs importants du parti, de la SS et de l'armée, et il entretient entre ceux-ci les haines, rivalités, surveillances et délations réciproques.
Enfin, il prend personnellement le portefeuille de ministre de la Guerre en 1938 et obtient le pouvoir de se constituer une armée personnelle internationale en 1939, la Waffen-SS, indépendante de la Wehrmacht. Celle-ci a représenté jusqu'à 10 % des effectifs de l'armée en 1944.
Dès 1939, il abandonne le titre de chancelier, mais non les fonctions, et en 1941, avec le renouvellement quadriennal de ses pouvoirs, il se fait attribuer par le Reichstag les fonctions de « juge suprême » avec le droit de vie ou de mort sur les citoyens du Reich et la possibilité de légiférer par ordonnances secrètes. Il a ainsi désormais les mains totalement libres juridiquement pour éliminer secrètement et massivement ceux qu'il classe comme ses adversaires, ce sur des critères politiques, raciaux ou autres.
Juste avant son suicide, le 30 avril 1945, Hitler nomme l'amiral Karl Dönitz comme successeur à la présidence du Reich. Le Reichsmarschall Hermann Göring, qui convoitait ce poste, et son rival, le Reichsführer-SS et ministre de l'Intérieur du Reich Heinrich Himmler, venaient en effet — sur ordres de Hitler — d’être destitués, exclus du parti et condamnés à mort pour « haute trahison ». Le poste de chancelier est transmis au vice-chancelier Goebbels et la présidence du parti à Martin Bormann, jusqu'alors chef de la chancellerie du NSDAP. Après le suicide de Goebbels et la fuite présumée de Bormann qui lui ont transféré également leurs pouvoirs respectifs, Dönitz nomme Schwerin von Krosigk comme nouveau chancelier.

## Cinéma et dessins animés
- Le film Le Dictateur (de Charlie Chaplin) parodiant Hitler s'appelle en anglais « The Great Dictator », et en allemand « Der große Diktator » (le grand dictateur).
- Le dessins animé Der Fuehrer's Face (Le visage du Führer) met en scène le personnage de Donald faisant un cauchemar.
- Le film allemand Mon Führer : La Vraie Véritable Histoire d'Adolf Hitler (Mein Führer - Die wirklich wahrste Wahrheit über Adolf Hitler) est une parodie controversée.